# ماتياس شفارز
ماتياس شفارز (بالألمانية: Matthias Schwarz) (مواليد 28 ديسمبر 1987 في ميلتينبيرغ - ألمانيا الغربية) لاعب كرة قدم ألماني يلعب حاليا لصالح نادي الدرجة الأولى شتوتغارت الألماني منذ 2009 في مركز الوسط المحوري .

## روابط خارجية
- ماثياس تشفارز على موقع قاعدة بيانات كرة القدم.إي يو (الإنجليزية)
- ماثياس تشفارز على موقع بيانات كرة القدم. دي إي (الألمانية)
- ماثياس تشفارز على موقع عالم كرة القدم.نت (الإنجليزية)